# Wyszesław

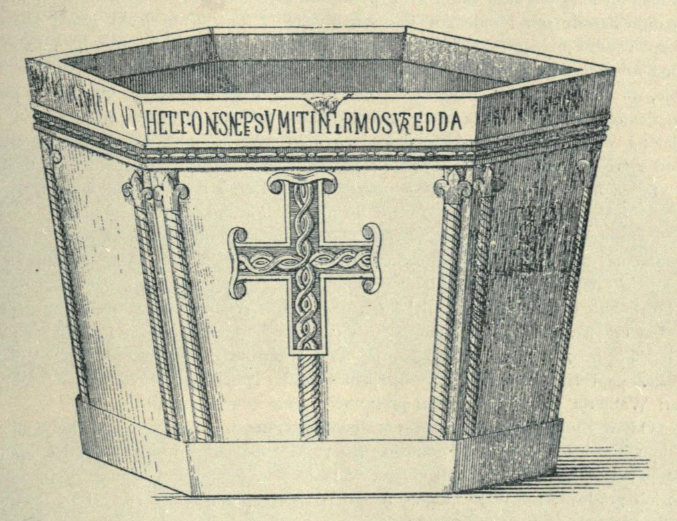
Chrzcielnica Višeslava z inskrypcją: HEC FONS NEMPE SUMIT INFIRMOS, UT REDDAT ILLUMINATOS, HIC EXPIANT SCELERA SUA, QUOD DE PRIMO SUMPSERUNT PARENTE, EFFICIANTUR CHRISTICOLE SALUBRITER COFITENDO TRINUM PERENNE. HOC IOANNES PRESBITER SUB TEMPORE VUISSASCLAVO DUCI OPUS BENE COMPOSUIT DEVOTE, IN HONORE VIDELICET SANCTI IOANNIS BAPTISTE, UT INTERCEDAT PRO EO CLIENTULOQUE SUO

Wyszesław – słowiańskie/staropolskie imię męskie, złożone z dwóch członów: Wysze- od psł. *vyšьjь "wyższy", neutrum *vyše (zobacz: Wyszehrad), stpl. wyszy → wyższy, wyszyć → wyższyć "stawiać ponad innymi" ("wyższy, ceniony ponad wszystko, stawiany ponad innymi") i -sław ("sława"). Może więc oznaczać "ceniący sławę ponad wszystko". Imię to bywało skracane do formy Wysław.
Wyszesław imieniny obchodzi 8 czerwca.
Żeńska forma: Wyszesława, Wysława (zobacz też: Wisława)
Podobne imiona: Wysz, Wyszebor, Wyszemir, żeń. Wyszeniega, Wyszetrop
Znane postacie:
- Wyszesław Włodzimierzowic
- Wyszesława Światosławówna
- Wyszesław - książę chorwacki, ok. 800 r., znany z łacińskiej inskrypcji na tzw. chrzcielnicy Wyszesława: VVISSASCLAVO DUCI